# Moravská Svratka

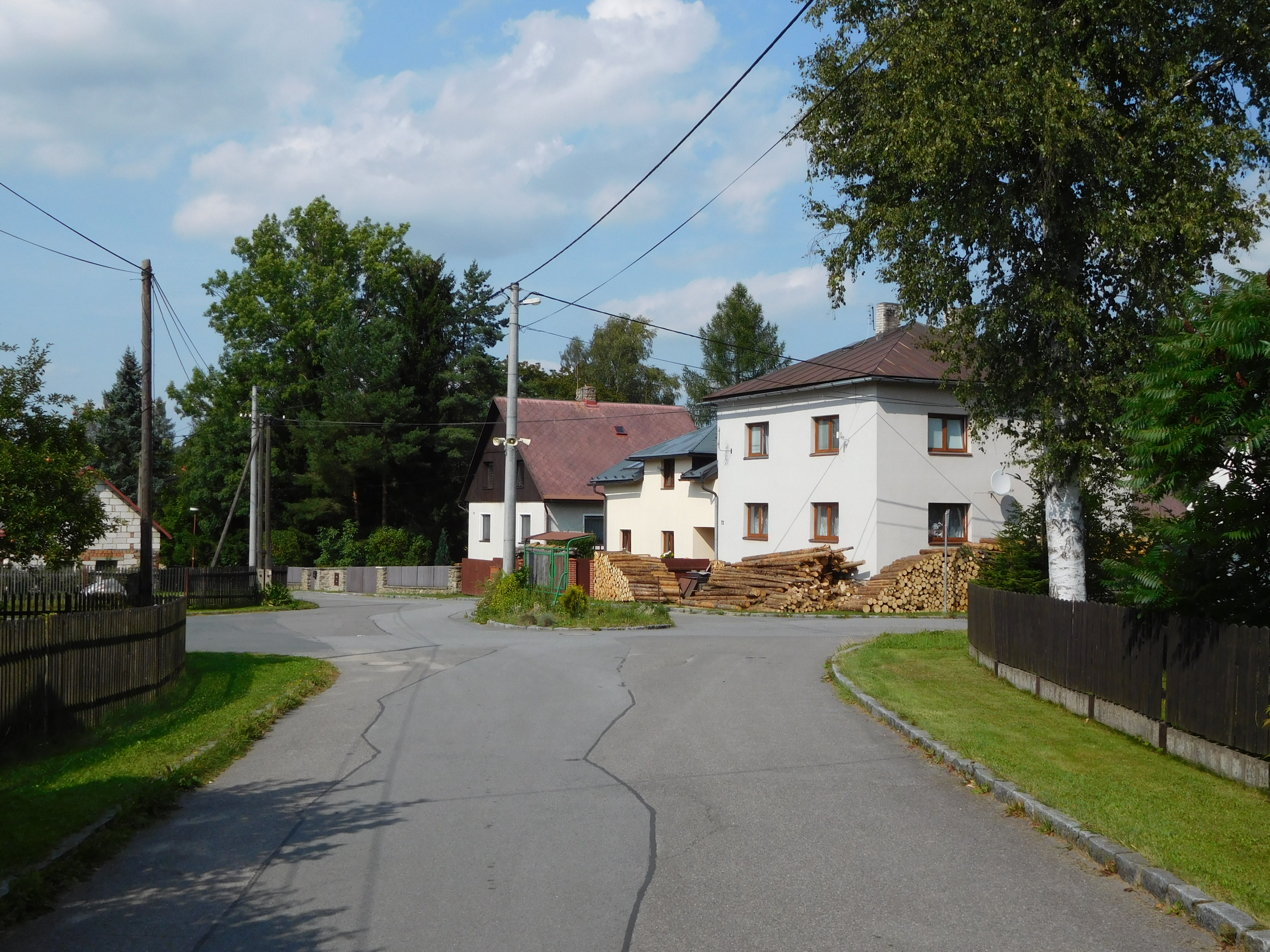
Häuser Nr. 71 u. 73 am Dorfplatz

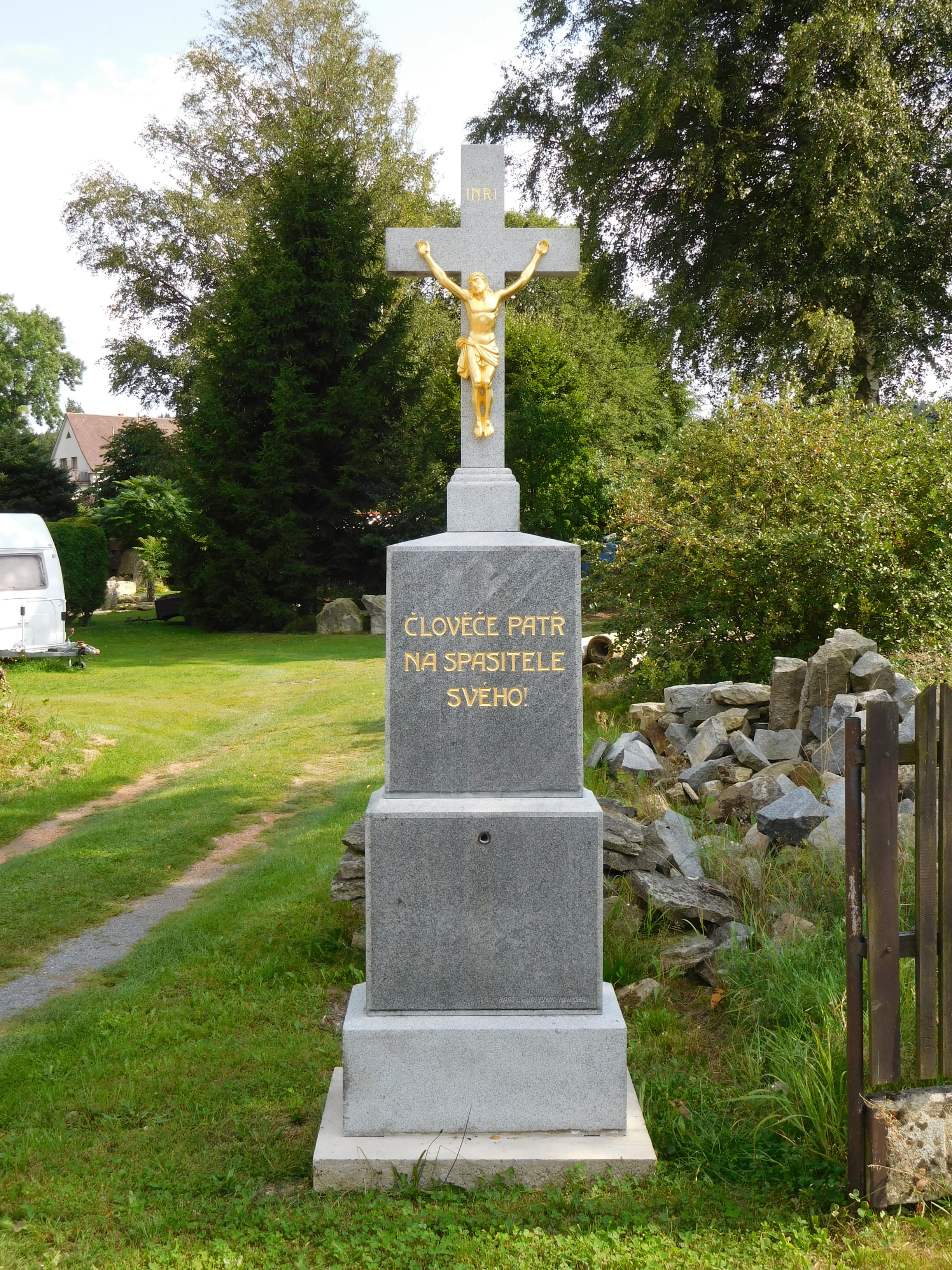
Kreuz auf dem Dorfplatz

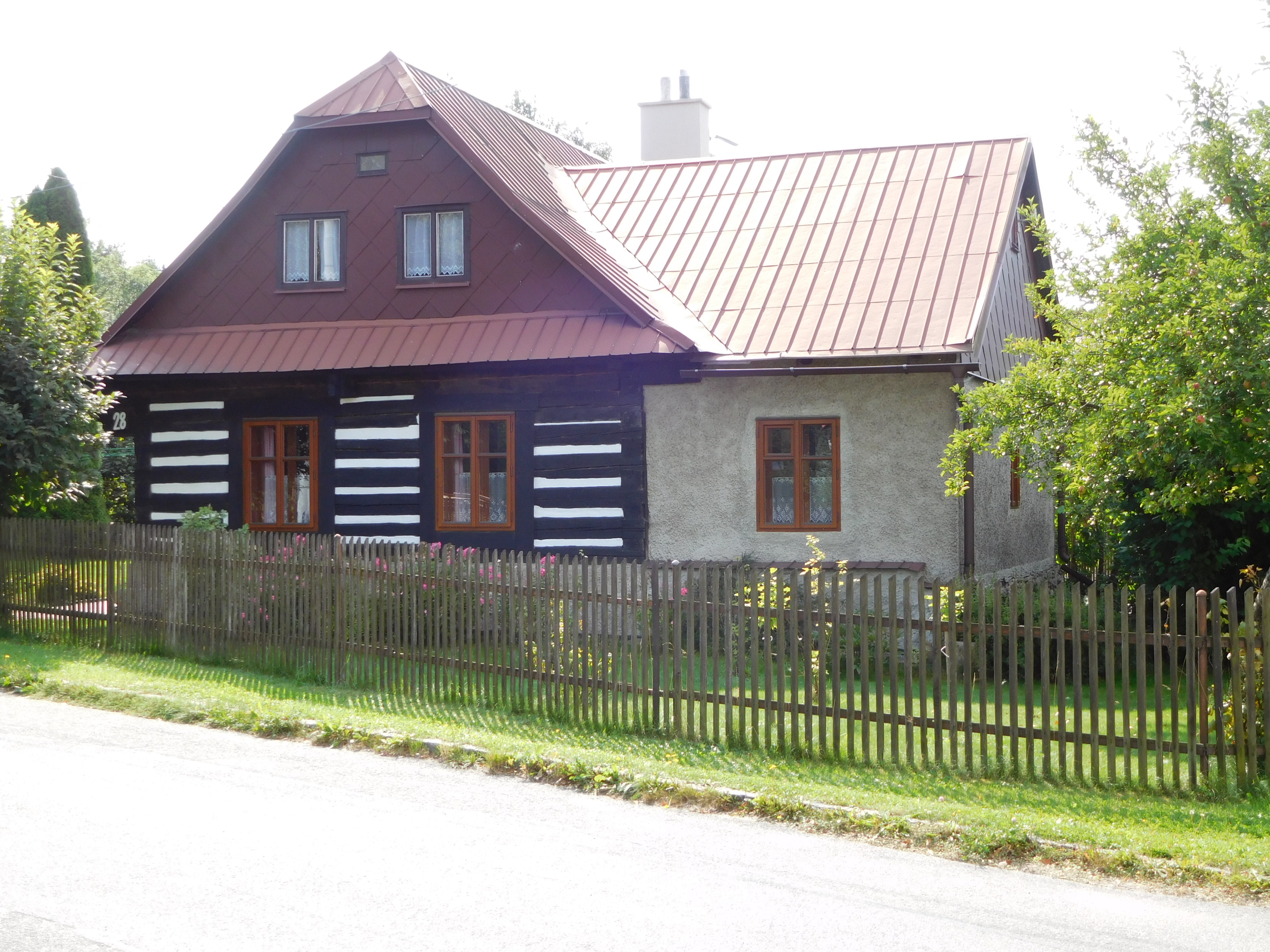
Gezimmertes Haus Nr. 28

Moravská Svratka (deutsch Mährisch Swratka) ist ein Ortsteil der Stadt Svratka in Tschechien. Er liegt unmittelbar südlich von Svratka und gehört zum Okres Žďár nad Sázavou.

## Geographie
Moravská Svratka befindet sich im Zentrum der Saarer Berge. Das Dorf liegt gegenüber der Einmündung des Řivnáč am rechten Ufer der Svratka. Nördlich erheben sich der Peškův vrch (717 m n.m.) und der Louckého kopec (701 m n.m.), im Nordosten der Karlštejn (783 m n.m.), südöstlich der U Osla (709 m n.m.) sowie südlich die Devět skal (836 m n.m.), der U Žida (777 m n.m.) und Na Čermačkách (722 m n.m.).
Nachbarorte sind Svratka im Norden, Karlštejn und Česká Cikánka im Nordosten, Moravská Cikánka im Osten, České Křižánky und Moravské Křižánky im Südosten, Zadní Hůra im Süden, Přední Hůra, Moravský Herálec und Chaloupky im Südwesten sowie Stupárna, Kuchyně und Lhotky im Westen.

## Geschichte
Der Lauf der Svratka bildete hier die historische Grenze zwischen Böhmen und Mähren. Auf der böhmischen Seite bestand seit der Mitte des 14. Jahrhunderts das Städtchen Svratka; die mährische Seite war mit ausgedehnten Wäldern bestanden, die zu den Besitzungen der Herren von Pernstein gehörten und im 16. Jahrhundert Teil der Herrschaft Neustadtl wurden.
Zu Beginn des 17. Jahrhunderts ließ der Besitzer der Herrschaft Neustadtl, Wilhelm Dubský von Třebomyslice, gegenüber von Svratka zwei Chaluppen anlegen. Die erste schriftliche Erwähnung der Siedlung erfolgte im Jahre 1626. Die ersten Siedler waren deutsche Hammerleute aus dem Hammerwerk Brušovec. 1626 kaufte Martin Stolz eines der Häuser, das andere erwarb 1634 Wolf Preyssler. Der Töpfer Jakub Tichý errichtete 1635 eine dritte Chaluppe. Im Jahre 1644 wurde die Siedlung als Chalupníci při Český Svratce bezeichnet und war dem Richter in Nemetzky unterstellt. Unter den Kratzer von Schönsberg wurde die Siedlung erweitert. Ab 1665 bildete das mährische Dorf Svratka ein eigenes Gemeinwesen.
Als Franz Maximilian Kratzer von Schönsberg 1679 verstarb, hinterließ er große Schulden und die Herrschaft ging in die Verwaltung eines der Hauptgläubiger, Ferdinand Fürst von Dietrichstein, über. Dessen Sohn Leopold überließ die Herrschaft 1699 dem adeligen Damenstift Maria Schul in Brünn. Das älteste Ortssiegel stammt von 1749. Im Jahre 1755 bestand das Dorf Sfratka Moravská aus 15 Häusern. Pfarr- und Schulort war das böhmische Städtchen Swratka. Bis zur Mitte des 19. Jahrhunderts blieb das Dorf Swratka immer der Herrschaft Neustadtl untertänig.
Nach der Aufhebung der Patrimonialherrschaften bildete Svratka/Swratka ab 1850 einen Ortsteil der Gemeinde Křižánky im Gerichtsbezirk Neustadtl. Ab 1862 gehörte das Dorf zum Bezirk Neustadtl. 1875 löste sich das Dorf von Křižánky los und bildete unter dem Namen Novoměstská Svratka eine eigene Gemeinde. Zu dieser Zeit bestand der Ort aus 35 Häusern und hatte 162 Einwohner. 1880 verweigerte die Gemeinde Novoměstská Svratka die Leistung des Schulbeitrags an die Stadt Svratka und wurde dadurch zur Errichtung einer eigenen Schule gezwungen. Die erste Dorfschule wurde 1881 in der dafür aufgekauften Chaluppe Nr. 4 eingerichtet. In den 1880er Jahren wurde der heutige Ortsname Moravská Svratka eingeführt. Wegen des schlechten Zustandes des Schulgebäudes ließ die Gemeinde in den Jahren 1891–1892 ein neues Schulhaus errichten.
1950 wurde die Gemeinde Moravská Svratka in den böhmischen Okres Hlinsko umgegliedert. Die Schule wurde 1951 geschlossen, das Schulhaus wurde später zu einem Erholungszentrum umgenutzt. Im Zuge der Gemeindegebietsreform von 1960 wurde Moravská Svratka nach Svratka eingemeindet und dem Okres Žďár nad Sázavou zugeordnet. Seit den 1970er Jahren erfuhr Moravská Svratka durch den Bau von Einfamilienhäusern und Reihenhaussiedlungen eine wesentliche Erweiterung.

## Gemeindegliederung
Zu Moravské Svratka gehören die Ansiedlungen Přední Hůra, Stupárna und Zadní Hůra.
Der Ortsteil bildet einen Katastralbezirk.

## Sehenswürdigkeiten
- Kreuz auf dem Dorfplatz, errichtet 1913
- Gezimmerte Chaluppen
- Devět skal, höchste Erhebung der Saarer Berge

## Söhne und Töchter des Ortes
- Josef Věromír Pleva (1899–1985), Kinder- und Jugendschriftsteller